# 李玄通
李玄通（6世纪—622年1月6日），隋末唐初雍州蓝田县（今陕西省蓝田县）人。
李玄通在隋朝为鹰扬郎将。李渊太原起兵入关，李玄通率所部归唐，官至定州总管。武德四年（621年），刘黑闼反唐，攻定州，十一月十九，城陷被擒。刘黑闼想要让他为大将，李玄通拒绝不受。他的故吏有人送给他酒食，李玄通说：“诸君可怜我受到困辱，故用酒食来宽慰，我当为诸君一醉。”于是一起喝酒。他对守卫说：“我能舞剑，可借给我刀来起舞。”守卫给他。曲终舞罢，叹息道：“大丈夫受国厚恩，镇抚方面，不能保全所守，有何面目再看这世间！”剖腹而死。唐高祖听说后为他流涕，拜其子李伏护为大将。

## 延伸阅读
[在维基数据编辑]
 《舊唐書/卷187上》，出自刘昫《舊唐書》